# Aleksandr Khapsalis
Aleksandr Khapsalis   (Talgar, 17 d'octubre de 1957) és un exfutbolista kazakh, d'ascendència grega, de la dècada de 1970 i entrenador.
Fou 2 cops internacional amb la selecció de la Unió Soviètica. També jugà amb la selecció d'Ucraïna l'any 1979.
Pel que fa a clubs, defensà els colors de FC Dinamo de Kíev i FC Dinamo Moscou.